# Nguyễn Văn Thao
Nguyễn Văn Thao (tên thường gọi Nguyễn Hoàng Thao, sinh ngày 26 tháng 10 năm 1963) là một Đại tá Công an nhân dân Việt Nam và chính trị gia người Việt Nam. Ông nguyên là Phó Bí thư Thường trực Tỉnh ủy Bình Dương.

## Xuất thân
Nguyễn Văn Thao sinh ngày 26 tháng 10 năm 1963 quê quán ở phường Tân Phước Khánh, thành phố Tân Uyên, Bình Dương.

## Giáo dục
- Giáo dục phổ thông: 12/12
- Học viện Bộ Nội vụ (Liên Xô cũ) chuyên ngành Luật và Điều tra tội phạm
- Tiến sĩ Luật ngành tội phạm học và điều tra tội phạm
- Cao cấp lí luận chính trị

## Sự nghiệp
Ông gia nhập Đảng Cộng sản Việt Nam vào ngày 25/1/1991.
Nguyễn Hoàng Thao từng giữ các chức vụ Trưởng phòng Cảnh sát điều tra tội phạm về ma tuý (PC47), Trưởng phòng Cảnh sát Hình sự, Phó giám đốc Công an Bình Dương.
Ngày 10 tháng 11 năm 2015, Đại tá Nguyễn Hoàng Thao, Phó Giám đốc Công an tỉnh Bình Dương, Thủ trưởng Cơ quan Cảnh sát điều tra Công an tỉnh Bình Dương, được trao quyết định bổ nhiệm giữ chức vụ Giám đốc Công an tỉnh Bình Dương. Lúc này ông là Tiến sĩ chuyên ngành Điều tra tội pham học, ủy viên Ban thường vụ tỉnh ủy Bình Dương nhiệm kì 2015-2020, Bí thư Đảng ủy Công an tỉnh Bình Dương.
Khi ứng cử đại biểu Quốc hội Việt Nam khóa 14 vào tháng 5 năm 2016 ông đang là Bí thư Đảng ủy, Đại tá, Giám đốc Công an tỉnh Bình Dương, làm việc ở Công an
tỉnh Bình Dương.
Ông đã trúng cử đại biểu quốc hội năm 2016 ở đơn vị bầu cử số 2, tỉnh Bình Dương (gồm Thuận An, Tân Uyên) với tỉ lệ 71,16% số phiếu hợp lệ.
Ngày 8/3/2019, Ban Bí thư Trung ương Đảng đã có quyết định chuẩn y đồng chí Nguyễn Hoàng Thao, Ủy viên Ban Thường vụ Tỉnh ủy, Giám đốc Công an tỉnh Bình Dương giữ chức Phó Bí thư Tỉnh ủy Bình Dương nhiệm kỳ (2015-2020).
Ngày 02/10/2020, ông được Hội đồng Nhân dân tỉnh Bình Dương bầu giữ chức vụ Chủ tịch Ủy ban Nhân dân tỉnh nhiệm kỳ 2016-2021 thay ông Trần Thanh Liêm nghỉ hưu.
Ngày 14 tháng 10 năm 2020, tại Đại hội Đảng bộ tỉnh Bình Dương lần thứ XI, nhiệm kỳ 2020-2025, ông được bầu làm Phó Bí thư Tỉnh ủy Bình Dương.
Ngày 06/07/2021, ông thôi giữ chức Chủ tịch Ủy ban Nhân dân tỉnh do không bảo đảm về độ tuổi ứng cử đại biểu HĐND lần đầu theo quy định.
Ngày 3 tháng 11 năm 2024, Tỉnh ủy Bình Dương vừa tổ chức Hội nghị Ban Chấp hành Đảng bộ tỉnh lần thứ 38 công bố Quyết định của Ban Bí thư về công tác cán bộ, theo đó, ông nghỉ hưu theo chế độ từ ngày 1.11.2024.

## Đại biểu Quốc hội Việt Nam khóa 14 nhiệm kì 2016-2021
Ông đã trúng cử đại biểu Quốc hội năm 2016 ở đơn vị bầu cử số 2, tỉnh Bình Dương (gồm Thuận An, Tân Uyên) với tỉ lệ 71,16% số phiếu hợp lệ.